# Ерик-Еманюел Шмит
Ерик-Еманюел Шмит (на френски: Eric-Emmanuel Schmitt) е френско-белгийски драматург, режисьор, сценарист и писател, автор на романи и пиеси с моралистичен характер.

## Биография и творчество
Ерик-Еманюел Шмит е роден на 28 март 1960 г. в Сент-Фуа-ле-Лион, Франция. Двамата му родители са учители по физическо възпитание. Израства в Савой като атеист, а впоследствие приема християнството. Като дете се увлича по музиката, като от 9-годишен свири на пиано и иска да стане композитор. Един ден майка му го води на представление на „Сирано дьо Бержерак“ с Жан Маре, след което театърът става негова страст, а да бъде писател – негова мечта.
Завършва елитната гимназия „Парк“ в Лион. В периода 1980 – 1985 г. учи във висшето училище „Нормал“ (ENS) в Париж, където получава докторска степен по философия с тема за дисертацията си – „Дидро и метафизиката“ (публикувана през 1997 г. като „Дидро или философията на съблазняването“). Преподава в продължение на три години в Шербур и в университета на Шамбери.
Първоначално става известен като сценарист за театъра. Дебютната му пиеса „Жените срещу Дон Жуан“ е играна в периода 1991 – 1992 г. във Франция и чужбина. Пробивът му в театъра става с втората му пиеса „Посетителят“, за която получава през 1994 г. 3 броя от престижните френски награди за театър „Нощта на Молиер“, вкл. за най-добър автор и най-добро представление. След това той напуска работата си на преподавател и се посвещава на писателската си кариера.
Следващите му години са характерни с театрални успехи на „Golden Joe“ (1995), „Енигматични вариации“ (1996), „Развратникът“ (1997), „Миларепа“ (1997), „Фредерик или Булевардът на престъпниците“ (1998), „Хотел между тоя и оня свят“ (1999) и „Господин Ибрахим и Цветята на Корана“ (1999). Пиесите му обхващат широк спектър от теми. „Golden Joe“ е поглед към циничните нагласи за живота на тези, които участват във високото финансиране. В „Енигматични вариации“ двама много различни мъже обсъждат своите собствени философии на живота и любовта, но както се оказва, и двамата са били влюбени в една и съща жена. „Развратникът“ е историческа драма за живота на философа Дени Дидро.
През 2001 г. Шмит е удостоен с Голямата награда за театър на Френската академия.
Освен като драматург, писателят е известен и с редица успешни романи. Първият му роман „Сектата на егоистите“ от 1994 г. получава награда за най-добър дебют от университета „Д`Артоа“.
Световните религии играят важна роля в произведенията на писателя. В поредицата си „Невидимия“ се опитва да намери хармонията на религии и култури. В първата книга от нея – „Миларепа“ е изобразен тибетският будизъм. Вторият том „Господин Ибрахим и цветята на Корана“ е посветен на суфизма, течение на исляма, като също се свързва и с юдаизма. Третата книга „Оскар и розовата дама“ е посветена на християнството. Книгата „L'Enfant de Noé“ (Децата на Ной), едно сравнение на юдаизма и християнството, е кулминацията на поредицата. „Господин Ибрахим и цветята на Корана“ е удостоен с немската награда за белетристика през 2004 г.
Произведенията на писателя са преведени на повече от 40 езика и са публикувани или играни в повече от 50 страни по света.
Ерик-Еманюел Шмит живее от 2002 г. в Брюксел и от 2008 г. е натурализиран белгийски гражданин. От януари 2012 г., заедно с актьора Бруно Мецгер и режисьора Франсис Ломбре, е ръководител на театър „Рив Гош“ в Париж.
От 9 юни 2012 г. е академик (стол № 33) в Кралската академия за френски език и литература на Белгия.

## Произведения

### Самостоятелни романи
- La Secte des égoïstes (1994) – награда за първи роман от университета „Д`Артоа“
Сектата на егоистите, изд. „Леге Артис“, София (2011), прев. Зорница Китинска
- L'Évangile selon Pilate (2000)
Евангелие според Пилат, изд. „Леге Артис“, Плевен (2004), прев. Райна Стефанова
- La Part de l'autre (2001)
- Guignol aux pieds des Alpes (2002)
- Lorsque j'étais une œuvre d'art (2003)
- Ulysse from Bagdad (2008)
Одисей from Багдад, изд. „Леге Артис“, София (2010), прев. Зорница Китинска
- La Femme au miroir (2011)
Жената с огледалото, изд. „Леге Артис“, София (2012), прев. Зорница Китинска
- Les Perroquets de la place d'Arezzo (2013)
Папагалите от площад Арецо, изд. „Леге Артис“, София (2015), прев. Зорница Китинска
- L'Élixir d'amour (2014)
Любовен еликсир, изд. „Леге Артис“, София (2015), прев. Светла Лекарска
- Le poison d'amour (2014)
Любовна отрова, изд. „Леге Артис“, София (2015), прев. Зорница Китинска
- La nuit de feu (2015)

### Серия „Кръговратът на незримото“ (Invisible)
1. Milarepa (1997)
Миларепа, изд. „Леге Артис“, София (2004, 2011), прев. Зорница Китинска
2. Monsieur Ibrahim et les Fleurs du Coran (2001)
Господин Ибрахим и цветята на Корана, изд. „Леге Артис“, Плевен (2004, 2011), прев. Зорница Китинска
3. Oscar et la Dame rose (2002)
Оскар и розовата дама, изд. „Леге Артис“, Плевен (2004, 2011), прев. Зорница Китинска
4. L'Enfant de Noé (2004)
Синът на Ной, изд. „Леге Артис“, Плевен (2008, 2013), прев. Зорница Китинска
5. Le Sumo qui ne pouvait pas grossir (2009)
Сумистът, който не можеше да надебелее, изд. „Леге Артис“, Плевен (2009, 2016), прев. Зорница Китинска
6. Les Dix Enfants que madame Ming n'a jamais eus (2012)
Десетте деца, които госпожа Мин никога не беше имала, изд. „Леге Артис“, Плевен (2014), прев. Зорница Китинска

### Серия „Шумът, който мисли“ (Le bruit qui pense)
- Ma vie avec Mozart (2005) – с диск с откъси от Моцарт
Моят живот с Моцарт, изд. „Леге Артис“, Плевен (2004), прев. Зорница Китинска
- Quand je pense que Beethoven est mort alors que tant de crétins vivent (2010) – с диск с откъси от Бетховен

### Сборници
- Odette Toulemonde et autres histoires (2006)
Одет Тулмонд и други истории, изд. „Леге Артис“, Плевен (2008, 2012), прев. Зорница Китинска
- La Rêveuse d'Ostende (2007)
Мечтателката от Остенде, изд. „Леге Артис“, Плевен (2008, 2013), прев. Зорница Китинска
- Concerto à la mémoire d'un ange (2010) – награда „Гонкур“
Концерт в памет на един ангел, изд. „Леге Артис“, Плевен (2011), прев. Зорница Китинска
- Les Deux Messieurs de Bruxelles (2012)
Двамата господа от Брюксел, изд. „Леге Артис“, Плевен (2013), прев. Зорница Китинска

### Пиеси
- La nuit de Valognes (1991)
Жените срещу Дон Жуан, изд. „Леге Артис“, Плевен (2013), прев. Снежина Русинова-Здравкова
- Le visiteur (1993)
Посетителят, сп. „Посетителят“ (1999), прев. Наташа Колевска-Куртева
Посетителят, изд. „Леге Артис“, Плевен (2010), прев. Снежина Русинова-Здравкова
- Golden Joe (1995)
- Variations énigmatiques (1996)
Енигматични вариации, изд. „Леге Артис“, Плевен (2010), прев. Снежина Русинова-Здравкова
- Le libertin (1997)
Развратникът, изд. „Леге Артис“, Плевен (2010), прев. Снежина Русинова-Здравкова
- Milarepa (1998)
- Frederick ou le boulevard du crime (1998)
- L'hôtel des deux mondes (1999)
Хотел между тоя и оня свят, изд. „Леге Артис“, Плевен (2010), прев. Снежина Русинова-Здравкова
- Monsieur Ibrahim et les fleurs du Coran (1999)
- Oscar et la dame rose (2003)
- Petits crimes conjugaux (2003)
Дребни брачни престъпления, изд. „Леге Артис“, Плевен (2013), прев. Снежина Русинова-Здравкова
- Mes Évangiles (2004)
Моите евангелия, изд. „Леге Артис“, Плевен (2013), прев. Снежина Русинова-Здравкова
- La tectonique des sentiments (2008)
Тектоника на чувствата, изд. „Леге Артис“, Плевен (2013), прев. Снежина Русинова-Здравкова

### Книги за Ерик-Еманюел Шмит
- Éric-Emmanuel Schmitt ou les identités bouleversées (2004)
- Éric-Emmanuel Schmitt ou la philosophie de l'ouverture (2006)
- Étude sur Éric-Emmanuel Schmitt, La nuit de Valognes (2006)
- Робова, Антоанета. Творчески фигури и кръговрат на изкуствата в прозата на Ерик-Еманюел Шмит. София: Университетско издателство „Св. Климент Охридски“, 2022. ISBN 978-954-07-5505-2

### Екранизации
- 1994 Haute tension – ТВ сериал
- 1993 – 1994 La grande collection – ТВ сериал
- 1995 Machinations – ТВ филм
- 1995 L'auberge de la Jamaïque – ТВ филм
- 1995 La musique de l'amour: Chouchou – ТВ филм
- 1996 Terre indigo – ТВ минисериал
- 1996 Temps de chien
- 1997 Il visitatore – ТВ филм
- 1997 Les noces de Figaro – ТВ филм
- 2000 Le libertin – диалог, сценарий
- 2001 L'étrange monsieur Joseph – ТВ филм
- 2002 Zagonetne varijacije – ТВ филм
- 2002 Enigmavariasjoner – ТВ филм – по „Variations enigmatiques„
- 2003 Aurélien – ТВ филм
- 2003 Les liaisons dangereuses – ТВ минисериал
- 2003 Monsieur Ibrahim et les fleurs du Coran – с Омар Шариф
- 2003 Hôtel des deux mondes – ТВ филм
- 2003 Volpone – ТВ филм
- 2003 Sarah – ТВ филм
- 2004 Milady – ТВ филм
- 2005 Enigma – Eine uneingestandene Liebe – ТВ филм
- 2006 Odette Toulemonde – история
- 2009 Oscar et la dame rose – история
- 2013 La dernière campagne – ТВ филм, актьор в ролята на Патрик Бюисон